# Ludvig av Nassau
Ludvig av Nassau, född 20 januari 1538, död 14 april 1574, var en tysk greve och militär.
Ludvig, som var yngre bror till Vilhelm I av Oranien, kom med denne till Nederländerna och tog livlig del i oppositionen mot Spanien och måste vid hertigens av Alba anmarsch lämna landet. År 1568 sökte Ludvig åstadkomma en resning i norra Nederländerna, hade i början framgång men blev senare besegrad av hertigen av Alba i slaget vid Jemmingen. År 1572 erövrade Ludvig Mons men måste i brist på understöd slutligen kapitulera. Vid ett nytt försök att intränga i Nederländerna 1574 blev han besegrad och stupade i slaget vid Mook.